# Södra göl (Härlövs socken, Småland)
Södra göl är en sjö i Alvesta kommun i Småland och ingår i Mörrumsåns huvudavrinningsområde.